# Artik (pel·lícula)
Artik és una pel·lícula de terror nord-americana del 2019 escrita i dirigida per Tom Botchii. És protagonitzada per Chase Williamson, Jerry G. Angelo i Lauren Ashley Carter. Es va estrenar internacionalment a Macabro i estrena mundial a Popcorn Frights. Ha estat subtitulada al català.

## Sinopsi
Un assassí en sèrie obsessionat amb els còmics, Artik, ensenya al seu fill a cometre una sèrie d'assassinats brutals sense que l'atrapin fins que el nen arriba a un home misteriós.

## Repartiment
- Chase Williamson com a Holton
- Jerry G. Angelo com a Artik
- Lauren Ashley Carter com a Flin Brays
- Matt Mercer com a Kar

## Premis
| Any  | Premi           | Categoria     | Resultat  |
| ---- | --------------- | ------------- | --------- |
| 2019 | Dragon Awards   | Millor funció | Guanyador |
| 2019 | Shriekfest      | Millor funció | Nominat   |
| 2019 | Oaxaca FilmFest | Millor funció | Nominat   |